# 히라키다역
히라키다역(일본어: 平木田駅)은 일본 니가타현 다이나이시에 위치한 동일본 여객철도 우에쓰 본선의 철도역이다. 단선 승강장 2면 2선의 구조를 갖춘 지상역이다.

## 타는 곳
| 1 | ■ 우에쓰 본선 | 상행 | 시바타 · 니쓰 · 니가타 방면 |
| 2 | ■ 우에쓰 본선 | 하행 | 사카마치 · 무라카미 방면    |

## 역 주변
- 옷포지

## 역사
- 1914년 11월 1일 : 무라카미 선 · 나카조 - 무라카미 간 개업 때에 신설.
- 1924년 7월 31일 : 우에쓰 선의 역이 된다.
- 1925년 11월 20일 : 지선으로 된 아카타니 선 개업에 수반해, 우에쓰 본선의 역이 된다.
- 1963년 11월 1일 : 화물의 취급, 수하물 및 소하물의 배달 취급을 폐지.
- 1972년 9월 1일 : 수하물 및 소하물의 취급을 폐지.
- 1984년 3월 : 신역사 준공.
- 1987년 4월 1일 : 일본국유철도 분할 민영화에 의해, 동일본 여객철도가 승계.
- 2012년 5월 1일 : 명예 역장을 배치.

## 인접 역
| 동일본 여객철도 우에쓰 본선 | 동일본 여객철도 우에쓰 본선 | 동일본 여객철도 우에쓰 본선 |
| --------------------------- | --------------------------- | --------------------------- |
| 나카조 니쓰 방면            | ■ 우에쓰 본선               | 사카마치 아키타 방면        |